# Mini Metro
Mini Metro é um jogo eletrônico de quebra-cabeça e estratégia desenvolvido e publicado pela Dinosaur Polo Club. Foi lançado em novembro de 2015 para Microsoft Windows, Linux e OS X, em outubro de 2016 para Android e iOS, em agosto de 2018 para Nintendo Switch e em setembro 2019 para PlayStation 4. A jogabilidade envolve construção de uma eficiente rede de transporte metropolitano em uma cidade em crescimento. Os níveis são baseados em cidades reais e a aparição de estações e passageiros são gerados proceduralmente. O estilo visual faz uso de cores fortes e geometria simples com o objetivo de replicar a aparência de mapas de transporte. O sistema de áudio também usa sons gerados proceduralmente baseados nas ações dos jogadores.
O jogo foi concebido em abril de 2013 para uma competição de desenvolvimento de jogos, com uma versão protótipo tendo sido inicialmente lançada gratuitamente para navegadores de internet. A equipe impôs uma série de restrições a fim de limitar o escopo e garantir que eles poderiam alcançar um estado final. A produção de Mini Metro continuou depois da competição, com os desenvolvedores chamando novos membros para a equipe, remodelando os gráficos e implementado uma série de mudanças de projeto e atualizações baseadas nas opiniões dos jogadores. O título foi bem recebido pela crítica, que elogiou sua interface intuitiva, jogabilidade simples e abordagem minimalista. Ele também foi indicado a alguns prêmios da indústria.

## Jogabilidade
Mini Metro é um jogo eletrônico de quebra-cabeça e estratégia em que os jogadores são encarregados da construção de uma eficiente rede de transporte metropolitano em uma cidade em rápido crescimento. Cada nível é uma representação plana de uma cidade real e sempre se inicia com três estações primárias. As estações são representadas por nódulos de formatos diferentes. Os jogadores podem construir rotas conectando as estações ao desenhar linhas entre elas; cada rota possui uma cor diferente. Os passageiros aparecem nas estações, com cada um sendo representado por uma forma que identifica para qual estação eles querem viajar. Trens viajam ao longo das rotas levando os passageiros para as estações desejadas. Rios, linhas de interseção e o surgimento de novas estações e passageiros no decorrer do tempo fazem com que a rede de transporte fique cada vez maior, mais complexa e difícil de se administrar. Estações com nódulos de formato comum podem mudar sua forma para nódulos mais raros. O estilo visual é minimalista, empregando linhas retas e cores fortes semelhantes a diversos mapas modernos de transporte urbano.
No modo "Normal" de jogo, cada estação pode acomodar um número limitado de passageiros em espera; o nível termina caso as estações fiquem muito congestionadas e o limite for alcançado. Os jogadores depois disso podem escolher continuarem a construir suas linhas no modo "Sem Limites", em que as estações não possuem um limite de capacidade. Os jogadores podem ganhar aprimoramentos a cada semana decorrida no tempo do jogo com o objetivo de aliviarem o crescimento da rede. Os jogadores recebem um novo vagão de trem em cada aprimoramento e podem escolher outras duas opções randômicas como uma linha extra, um vagão extra, mais túneis ou uma interseção. Esta última aumenta a capacidade da estação e permite que os passageiros entrem e saiam dos trens imediatamente. Além disso, a simulação pode ser paralisada a qualquer momento a fim de permitir a reconstrução e ajustes nas rotas. As linhas entre as estações não podem ser ajustadas depois de estabelecidas no modo de jogo "Extremo".

## Desenvolvimento
Mini Metro foi criado pela Dinosaur Polo Club, um estúdio independente neozelandês formado por duas pessoas. Foi o primeiro título da empresa, que tinha sido fundada em 2013 pelos irmãos Peter e Robert Curry. Os dois antes tinham trabalhado na desenvolvedora Sidhe, porém saíram em 2006 com o objetivo de irem atrás de uma carreira em jogos independentes. Peter Curry, após uma série de projetos abandonados, reconheceu a necessidade de limitar o escopo de seus projetos a fim de finalizá-los, com os irmãos estabelecendo várias restrições ao proporem ideias para um novo jogo na esperança de chegarem a um produto final. Uma restrição necessária era a limitação da arte, pois os dois tinham pouco experiência na criação de elementos visuais. Da mesma forma, eles não queriam que seu conceito se baseasse em conteúdos de áudio, pois igualmente careciam da habilidade de produzir música. Também não queriam construir a mão cada nível de jogo. Estas restrições significaram que eles podiam descartar imediatamente a maioria de suas ideias em potencial, levando-os a se concentrar em conceitos que envolviam níveis gerados proceduralmente e estilos visuais abstratos.

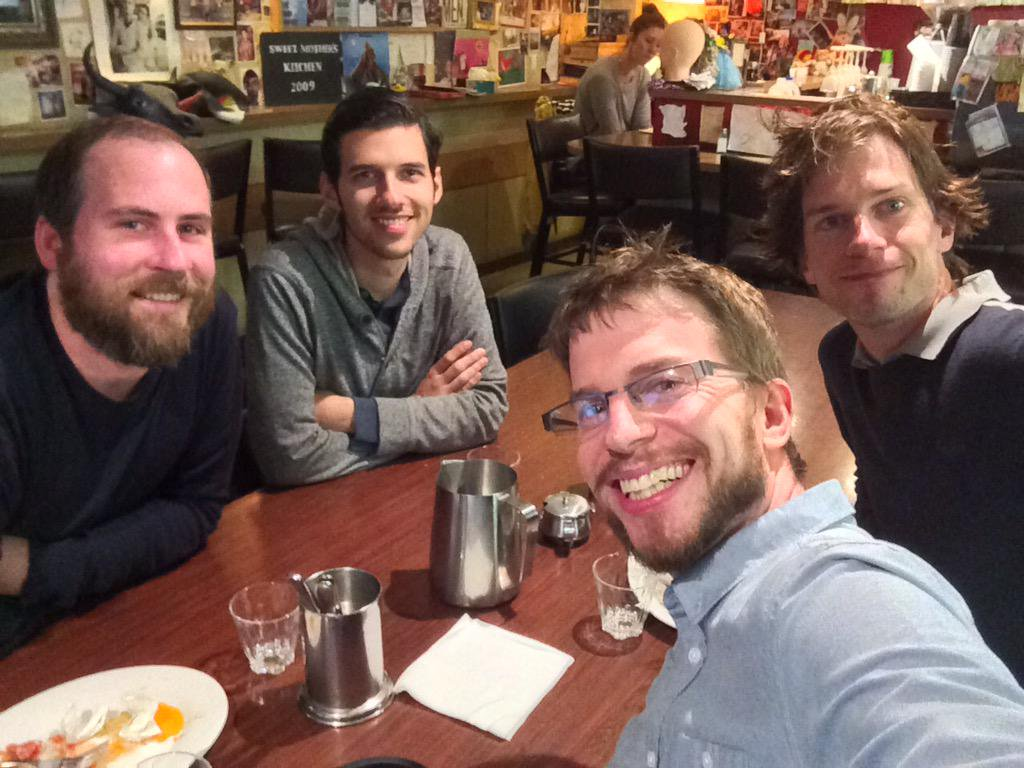
Os desenvolvedores de Mini Metro. Da esquerda para a direita: Jamie Churchman, Richard Vreeland (Disasterpeace) e os irmãos Robert Curry e Peter Curry.

O desenvolvimento de Mini Metro começou em abril de 2013, originalmente sob o título de Mind the Gap. Robert Curry sugeriu construir um jogo eletrônico de navegação de metrô depois de visitar Londres e usar seu sistema de transporte subterrâneo. O conceito era deixar que o jogador construísse um sistema de transporte que navegasse agentes inteligentes pelo mapa, com nódulos e linhas representando estações e trilhos. O protótipo foi desenvolvido em um fim de semana, tendo sido inscrito na competição de desenvolvimento de jogos Ludum Dare 26. Os dois irmãos escolheram desenvolver seu título usando o motor de jogo Unity. O Unity Web Player permitiu que eles lançassem uma versão gratuita do protótipo de Mind the Gap para navegadores web, isso durante a competição, assim mais jogadores teriam acesso. Ele ficou em primeiro na categoria "Inovação" e em sétimo no geral. O desenvolvimento em tempo parcial do título continuou mesmo depois do fim da competição.
A primeira versão alfa jogável de Mini Metro foi lançada em setembro. A Dinosaur Polo Club decidiu manter a versão para navegadores disponível gratuitamente, pelo menos até o lançamento do jogo final. Eles também candidataram o título para a Steam Greenlight, um sistema de votação da comunidade que permite que jogos sejam lançados no serviço de distribuição Steam. Os irmãos Curry inicialmente queriam lançar a versão final de Mini Metro no final de 2013, porém o desenvolvimento durou mais tempo do que o esperado, mesmo com o escopo bem limitado do jogo. Questões que contribuíram para o atraso incluíam uma remodelação gráfica, problemas com o equilíbrio de jogo e a procura por alguém que pudesse trabalhar na parte de áudio.
A Dinosaur Polo Club decidiu em agosto de 2014 lançar comercialmente uma versão em desenvolvimento por meio da Steam Early Access. Eles sentiram que o modelo de acesso antecipado combinava com Mini Metro pois o jogo havia sido projetado para possuir um valor em jogar repetidas vezes, não existindo uma narrativa para ser revelada. Eles continuaram a lançar novas versões construídas a partir dos comentários dos jogadores. O acesso antecipado lhes proporcionou o dinheiro para que pudessem trabalhar em tempo integral no título. Peter Curry começou a trabalhar em tempo integral em Mini Metro em março de 2014, enquanto seu irmão Robert fez o mesmo em novembro. O jogo originalmente tinha sido desenvolvido para aparelhos móveis, porém mudaram seu foco para computadores por isto permitir lançar o título em acesso antecipado.
Os irmãos contrataram ajuda externa para resolver duas de suas questões iniciais: arte e áudio. Jamie Churchman, um antigo colega da Sidhe, supervisionou o projeto visual de Mini Metro e também ajudou no projeto de jogo. Os dois também entraram em contato com o compositor Disasterpeace. Este desenvolveu um sistema de áudio procedural que geraria sons baseados nos eventos do jogo. Cada nível possui um conjunto correspondente de sons e ritmos; a estrutura harmônica desses elementos muda baseada no tamanho e forma do sistema de metrô construído pelo jogador. A trilha sonora foi inspirada nos trabalhos minimalistas de Philip Glass e Steve Reich.